# Jasmin St. Claire
Rhea Alessandra Calaveras, más conocida como Jasmin St. Claire (Islas Vírgenes, Estados Unidos, 23 de octubre de 1970) es una actriz pornográfica estadounidense. En enero de 2011, ingresó en el salón de la fama de AVN.

## Biografía
Si bien su niñez transcurrió en sitios tan dispares como Londres, Nueva York, Francia o el Sur de California. Esto le proporcionó un gran bagaje cultural. Tras ser animadora en el Instituto, se matriculó en la Universidad de Columbia donde se licenció en Idiomas.
Su actividad profesional comenzó en un banco, encargándose de asuntos de Comercio Exterior, pero pronto comenzó a posar y a bailar para aumentar sus ingresos. Tras una gira de baile por Florida, decide que quiere convertirse en una de las chicas más calientes del negocio, y firma un contrato en exclusiva con el director John T. Bone.
Su aparición a escala internacional se produjo cuando se decidió a romper el récord de gangbang que hasta ese momento poseía Annabel Chong. En "World´s biggest Gangbang 2", Jasmine batía la marca de 251 hombres que poseía la asiática estableciéndola en 300. No obstante, se generó cierta polémica al respecto ya que la marca de 300 hombres en 4 horas que quedó de forma oficial, no se correspondía exactamente con la realidad, ya que 300 fue el acumulado de veces en que los partenaires de Jasmin dejaron su "huella", si bien no fueron en realidad más de 100 candidatos los que interactuaron con la estrella.
Desde 1995 hasta la actualidad, en que se halla retirada y tiene enfocada su carrera en otros ámbitos, Jasmine tiene en su haber algo más de 60 títulos, por lo que no ha sido muy prolífica. De entre ellos, además del comentado "World´s biggest gangbang 2", cabe destacar "Planet Jasmin: Bang in the Park".
Actualmente, Jasmine realiza actividades de lo más variopinto. Una vez finalizada su carrera de actriz, continúa posando para fotosets, realiza espectáculos en Las Vegas con costosísimos vestuarios y efectos de fuego, e incluso ha iniciado una carrera en la lucha libre. Todo ello lo combina con distintas apariciones en los medios y algunas intervenciones en películas tradicionales, como su próxima intervención en "Communication Breakdown".
Tras abandonar Metro, fichó con Extreme Associates, pero su estancia en la compañía de Rob Black fue muy fugaz, ya que decidió retirarse para comenzar en la lucha libre. De hecho, actualmente se prepara en artes marciales para llegar a ser luchadora profesional.
Ha intervenido en algunos de los más conocidos shows de radio y TV, como los de Howard Stern, Charles Pérez y Jerry Springer.
Habla francés, italiano, español, alemán y la lengua de signos. En su momento expresó su deseo de ser maestra al terminar su carrera, estando incluso dispuesta a realizarse cirugía en el rostro para que su pasado no le interfiriera.
Mantuvo una relación con Jewel De'Nyle, pese a lo cual rechazó realizar como actriz escenas lésbicas. St Claire se retiró de la industria en 2002.